# 584 Semiramis
584 Semiramis este un asteroid din centura principală, descoperit pe 15 ianuarie 1906, de August Kopff.